# Rafael Israelian
Rafael Israelian (en arménien : Ռաֆայել Իսրայելյան), né le 17 septembre 1908 à Tbilissi alors dans l'Empire russe et mort le 8 septembre 1973 à Erevan, est un architecte arménien, auteur de nombreux monuments et mémoriaux à travers le monde, dont certains réalisés post-mortem.

## Principales réalisations
Ses principales réalisations sont les suivantes : 
- distillerie Ararat d'Erevan (en) (entre 1937 et 1961)
- aqueduc des gorges de l'Hrazdan (en) (1949-1950)
- statue Mère Arménie à Erevan (1950–1967)
- statue de Vahagn combattant les dragons près d'Erevan (1962)
- mémorial du génocide arménien à Etchmiadzin, khatchkar (1965)
- cathédrale Saint-Vartan de New York (en), États-Unis, (1968)
- mémorial de Sardarapat commémorant la bataille de Sardarapat (1968)
- mémorial de la bataille d'Haçin à Nor-Hachn (1974)
- mémorial de la bataille de Mousa Ler à Musaler (1976)
- restauration/reconstruction de la cathédrale Saint-Serge d'Erevan (en) (1976)
- musée ethnographique de Sardarapat (1978)[2]
- mémorial de la bataille d'Abaran à Aparan (1979)
- église arménienne des Quarante-Martyrs de Milan (Italie)
- cathédrale Saint-Nersès-le-Gracieux de Montevideo (en) (Uruguay)

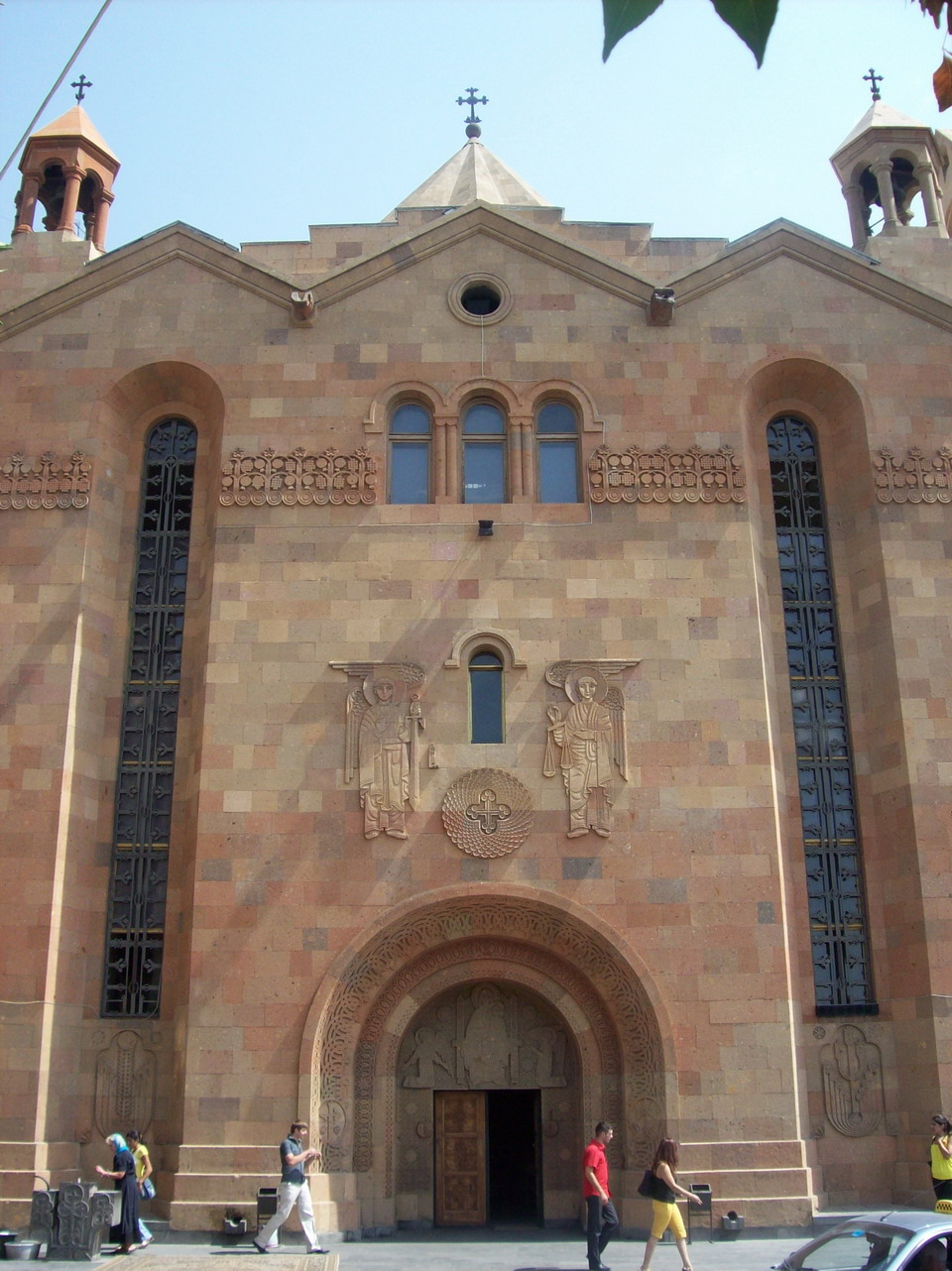
Cathédrale Saint-Serge d'Erevan.
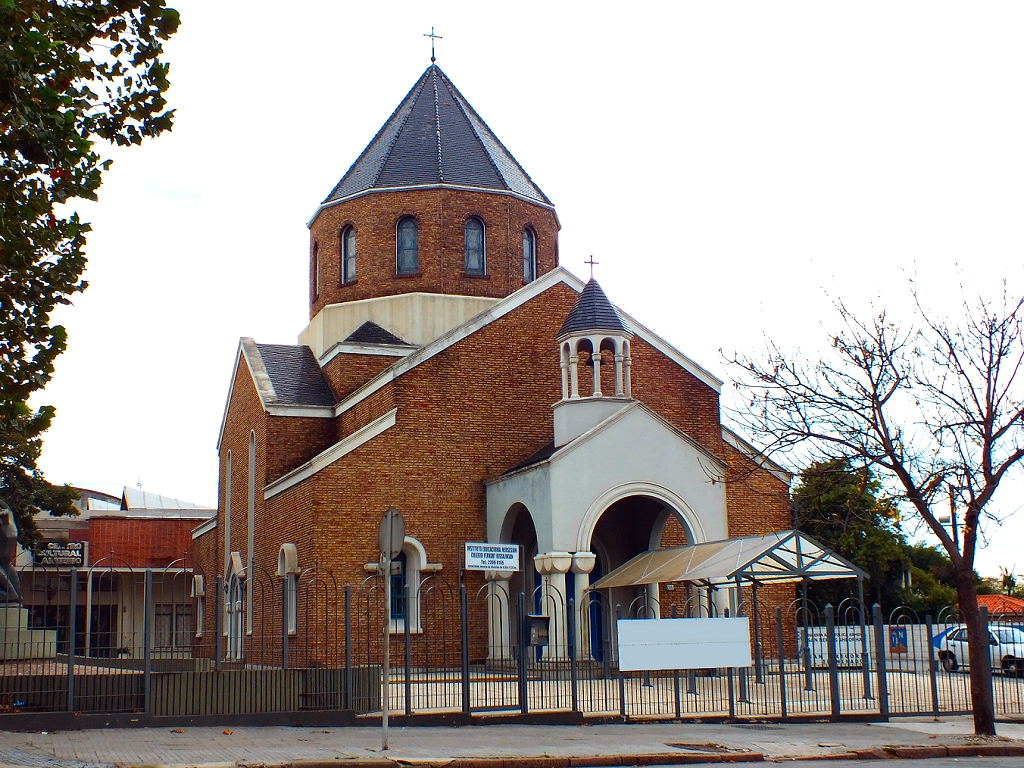
Cathédrale Saint-Nersès-le-Gracieux de Montevideo.
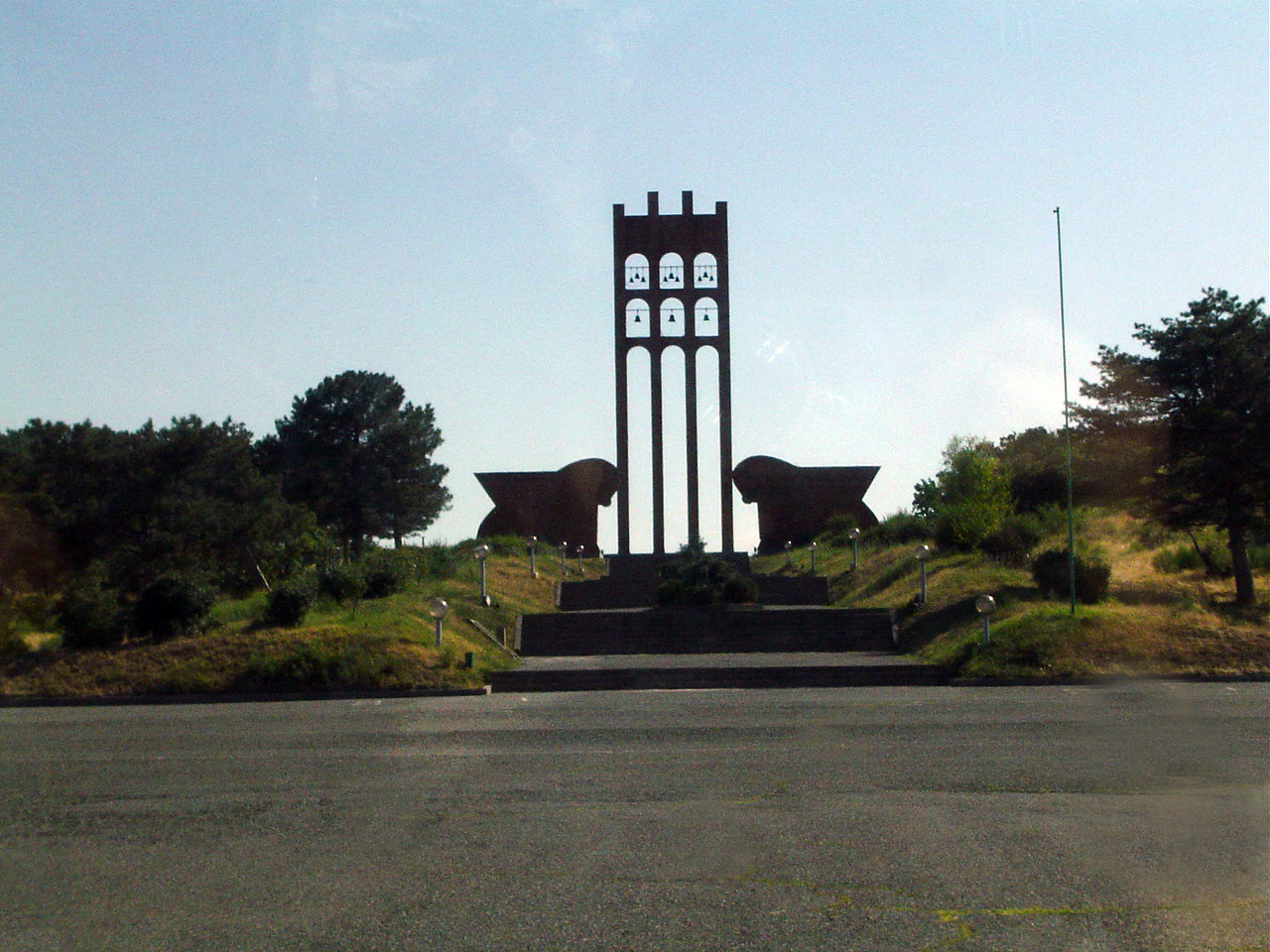
Mémorial de Sardarapat.

## Hommages
- Il est récipiendaire en 1950 du prix Staline en compagnie du sculpteur Serguei Merkurov[3] pour la réalisation de Mère Arménie (alors Monument patriotique de la Victoire).